# شهرویی
شهرویی، روستایی از توابع بخش مرکزی شهرستان بهبهان در استان خوزستان ایران است.

## جمعیت
این روستا در دهستان دودانگه قرار دارد و براساس سرشماری مرکز آمار ایران سرشماری عمومی نفوس و مسکن در سال(۱۳۹۵) جمعیت آن ۶۰۰۰  نفر  بوده‌است. 